# Думешть (Ясси)
Думешть, Думешті (рум. Dumești) — село у повіті Ясси в Румунії. Входить до складу комуни Думешть.
Село розташоване на відстані 319 км на північ від Бухареста, 18 км на захід від Ясс.

## Населення
За даними перепису населення 2002 року у селі проживали 1536 осіб, з них 1535 осіб (99,9%) румунів. Рідною мовою 1535 осіб (99,9%) назвали румунську.